# Никаро-Карпенко, Николай Иосифович
Николай Иосифович Никаро-Карпенко (1894—1962) советский архитектор, художник, сценограф, акварелист, работал в городе Мариуполе.

## Биография. Ранние годы
Родился на Черниговщине 1894 года. Происходит из семьи военного священника. Имел брата и сестру — Наталью Карпенко, с которой взял брак писатель Борис Антоненко-Давидович, 20 лет страдал в сталинских концлагерях.
Брат окончил Варшавскую академию искусств и был известен как карикатурист.

## Военный период и плен
Окончил Черкасский кадетский корпус [уточнить]. Участвовал в 1-й мировой войне на Балканах. 1915 года был ранен и взят в плен австрийцами. Как младший офицер пользовался небольшими привилегиями даже в плену и к тяжелому труду не привлекался. Уже тогда знал три языка — русский, французский и украинский. В плену начал изучать немецкий, потому что пребывание в плену растянулось на три года. Ещё в юности играл на музыкальных инструментах. В плену у австрийцев был организован небольшой оркестр где Николай Карпенко играл на кларнети и овладел виолончель.

## Новая фамилия
Первоначально фамилия была Карпенко. Сестра Николая подалась в театральные актрисы и работала в городе Харьков. Она пригласила брата поработать в театре и Николай отбыл в Харьков. В пригодились и знание языков, и способности рисования, и игра на музыкальных инструментах. Начал работать актёром. Тогда и появился театральный псевдоним Никаро-Карпенко, что стал фамилией до смерти.
Путешествия с театром и отсутствие художника-сценогрфа переориентировали молодого художника на труд театральным художником. Желание иметь художественное образование привело Никаро-Карпенко в Киев.

## Художественное образование
Художественное образование получил в Киевском художественно-строительном институте. Прошел стажировку в Институте имени Репина (бывшая Петербургская академия художеств) в Ленинграде .
В 1930-е гг работал в «Гипрограде» города Харькова. Был вынужден скрывать собственное происхождение и значительное образование, чтобы не попасть в руки НКВД. Работа в харьковском «Гипрограде» была связана с перебуваннями на строительных площадях в разных городах и командировками. Среди командировок был и приморский Мариуполь.

## Мариупольский период
Примерно с 1947 года жил в городе Мариуполе, где работал архитектором. Принимал участие в восстановлении города в послевоенные годы.
Первая персональная выставка как художника состоялась в 1949 г. в Мариуполе, чем привнес в культурную жизнь города новые черты. Был коллекционером старинных рисунков, сборка которых впоследствии была передана в краеведческий музей, так как в Мариуполе не было отдельного художественного музея.
Советами художника пользовался Георгий Коротков, местный скульптор.

## Брак
- Первый брак — с актрисой в г. Харьков, был непродолжительным
- Второй брак, женщина скончалась от туберкулез.
- Был женат в третий раз, в семье — два сына — Георгий и Олег[2].

## Избранные произведения
- «Старинный рояль», акварель, 1939
- «Лодки»
- «Хибара рыбака на берегу»
- «Закат в порту»
- «Вокзальный склон в Мариуполе»
- «Пляж возле вокзала. Мариуполь», 1952
- «Рейде мариупольского порта», 1957
- Монумент (обелиск) погибшим летчикам, Миский сад[2]
- дизайн интерьера приморской станции «Маркохим»
- дизайн интерьера библиотеки имени Крупской, г. Донецк
- дизайн интерьера Драматического театра, м. Мариуполь[2]